# Шмидт, Сибилла
Сибилла Шмидт (нем. Sybille Schmidt; род. 31 августа 1967, Апольда, Эрфурт) — немецкая гребчиха, выступавшая за сборные ГДР и объединённой Германии по академической гребле в конце 1980-х — начале 1990-х годов. Чемпионка летних Олимпийских игр в Барселоне, трёхкратная чемпионка мира, победительница многих регат национального и международного значения.

## Биография
Сибилла Шмидт родилась 31 августа 1967 года в городе Апольда, ГДР. Проходила подготовку в Берлине в столичном спортивном клубе «Динамо».
Впервые заявила о себе в гребле в 1985 году, выиграв золотую медаль в парных четвёрках на юниорском мировом первенстве в Бранденбурге.
Первого серьёзного успеха на взрослом международном уровне добилась в сезоне 1989 года, когда вошла в основной состав восточногерманской национальной сборной и побывала на мировом первенстве в Бледе, откуда привезла награду золотого достоинства, выигранную в программе парных четвёрок.
В 1990 году выступила на чемпионате мира в Тасмании, где вновь одержала победу в парных четвёрках.
После объединения ГДР и ФРГ представляла сборную объединённой Германии. Так, в 1991 году в четвёрках отметилась победой на мировом первенстве в Вене, став таким образом трёхкратной чемпионкой мира по академической гребле.
Благодаря череде удачных выступлений удостоилась права защищать честь страны на летних Олимпийских играх 1992 года в Барселоне — в составе четырёхместного экипажа, куда также вошли гребчихи Биргит Петер, Керстин Мюллер и Кристина Мундт, заняла первое место и тем самым завоевала золотую олимпийскую медаль.